# Demokryt (imię)
Demokryt – imię męskie.
Demokryt imieniny obchodzi 31 lipca.
Osoby noszące to imię:
- Demokryt z Abdery - ok. 460-370 r. p.n.e.
- Pseudo-Demokryt czyli Bolos z Mendes - II wiek p.n.e.